# وارفریم
وارفریم (انگلیسی: Warframe) یک بازی ویدئویی رایگان در سبک نقش‌آفرینی اکشن تیراندازی سوم شخص چندنفره آنلاین است که توسط دیجیتال اکستریمز توسعه و منتشر شده است. این بازی نخستین بار در مارس ۲۰۱۳ برای ویندوز رایانه‌های شخصی منتشر شد، سپس در نوامبر ۲۰۱۳ به پلی‌استیشن ۴، در سپتامبر ۲۰۱۴ ایکس‌باکس وان، در نوامبر ۲۰۱۸ نینتندو سوئیچ، در نوامبر ۲۰۲۰ پلی‌استیشن ۵ و در آوریل ۲۰۲۱ به ایکس‌باکس سری اکس و سری اس منتقل شد. پشتیبانی از بازی چندسکویی در سال ۲۰۲۲ منتشر شد. ویژگی ذخیره میان پلتفرمی و همچنین پورت‌های دستگاه‌های تلفن همراه، برای سال ۲۰۲۳ برنامه‌ریزی شده است. این بازی در مرحله توسعه پرپچوال بتا و اوپن بتا است.
در وارفریم، بازیکنان اعضای تنو (Tenno) را کنترل می‌کنند، نژادی از جنگجویان باستانی که پس از برخاستن از قرن‌ها زیست تعویقی در آینده زمین، خود را در جنگ در منظومه سیاره‌ای با جناح‌های مختلف می‌ببینند. تنوها از زره‌های قدرتمندشان به نام وارفریم همراه با انواع سلاح‌ها و توانایی‌ها برای انجام ماموریت‌های خود بهره می‌برند. در حالی که بسیاری از ماموریت‌های بازی از سطوح تولید شده رویه‌ای استفاده می‌کنند، اما شامل مناطق بزرگ جهان باز مانند سایر بازی برخط چندنفره گسترده و نیز برخی از ماموریت‌های داستانی خاص با سطح ثابت است. این بازی شامل عناصر تیراندازی و بازی‌های میلی، پارکور و نقش‌آفرینی است تا به بازیکنان اجازه دهد تا تنوی خود را با تجهیزات بهبودیافته پیش ببرند. این بازی شامل عناصر بازیکن در مقابل محیط و بازیکن در مقابل بازیکن است. این بازی توسط ریزتراکنش‌ها پشتیبانی می‌شود، که به بازیکنان اجازه می‌دهد آیتم‌های درون بازی را با پول واقعی خریداری کنند، اما همچنین گزینه‌ای را ارائه می‌دهد که آنها را بدون هزینه از طریق گرایند کردن (پیشرفت فرسایشی) به دست آورند.
وارفریم در مراسم انتخاب بهترین بازی ویدئویی در سال ۲۰۱۷، نامزد جایزه بهترین بازی آنلاین شد.